# Hesham Mesbah
Hesham Mesbah (àrab: هشام مصباح, Hixām Miṣbāḥ) (Alexandria, 17 de març de 1982) és un judoka egipci, ja retirat, que va competir durant les dècades del 2000 i 2010.
Durant la seva carrera esportiva va prendre part en tres edicions dels Jocs Olímpics d'Estiu, el 2004, 2008 i 2012. Als Jocs de Beijing de 2008, guanyà la medalla de bronze en la prova dels 90 kg del programa de judo, la primera medalla en judo per Egipte en 24 anys. Als Jocs del 2012 fou l'abanderat egipci en la cerimònia inaugural.
En el seu palmarès també destaquen una medalla de bronze al Campionat del món de judo de 2009 i dues medalles d'or als Jocs Panafricans, el 2007 i 2011. Als Campionats d'Àfrica de judo ha guanyat quatre medalles d'or, dues de plata i dues de bronze entre les edicions del 2001 i 2012. El 2005 guanyà una medalla de plata als Jocs del Mediterrani.
El 2018 fou inclòs a l'IJF Hall of Fame.